# 짱뚱어
짱뚱어(학명: Boleophthalmus pectinirostris)는 망둑어과의 어류이다. 눈이 튀어나온 물고기라는 뜻에서 철목어(凸目魚)라고도 한다. 산란기 때 갯벌 속에 구덩이를 파고 천장에 알을 매달아 놓는다. 한국속담에“ 짱뚱이가 뛰니까 망둥이도 뛴다”라는 속담이 있다.

## 개요
짱뚱어는 대한민국 서해·남해 연안과 주변 하구(옥구, 영광, 영암, 벌교, 고흥, 신안, 무안)에서 흔하게 출현하였으나, 최근에는 연안 오염과 개발로 인하여 서해 연안에서 개체 수가 현저하게 감소되고 있다. 전라남도 고흥군의 득량만에는 아직도 비교적 많은 개체가 출현되고 있어 특별한 보호 조치가 요구된다. 중국, 일본, 미얀마, 말레이 제도 등지에 분포한다.

## 형태
몸은 길며 뒷부분은 옆으로 납작하다. 위아래로 납작하고 큰 머리를 가졌으며 머리의 너비가 몸의 너비에 비해 넓다. 작은 눈은 머리 위로 돌출되어 있는데 두 눈 사이의 간격이 매우 좁다. 짧고 둥근 주둥이를 가졌고 윗입술이 두껍다. 위턱과 아래턱은 길이가 거의 같다. 가슴지느러미는 육질과 단단한 기조막으로 형성되어 있다. 제1등지느러미는 크고 부채 모양이다. 몸은 주로 녹회색이고, 지느러미와 눈 아래 피부를 포함한 전신에 하늘색 반점이 퍼져 있다. 배 쪽은 연한 회색이며 제2등지느러미에 타원형의 크고 흰 점이 가로로 6줄 있다. 꼬리지느러미에는 흰색 반점이 세로로 늘어서 있다. 뒷지느러미에는 반점이 없다.

## 해부 (Anatomy)

### 표피
짱뚱어는 수륙양용 동물로 표피를 통해 피부 호흡을 한다. 전라남도에서 얻은 표본을 조사한 연구에 따르면, 짱뚱어의 표피는 세 개의 층으로 이루어져 있다. 가장 바깥쪽 층은 1-8개의 층으로 구성된 평평한 다각형 세포로 구성되어 있으며, 작은 세포는 5–7 μm x 5–8 μm 크기로, 주로 턱과 지느러미 표피에 규칙적이고 조밀한 줄로 배열되어 있다. 점액 세포는 지느러미와 빨판을 제외한 표피의 모든 영역에 분포하며, 진피 팽대부 사이에 위치해 있다.

### 중간층
중간층은 작은 세포와 큰 액포를 가진 더 큰 세포 층으로 구성되어 있다. 다른 공기 호흡 어류는 산소를 흡수하는 세포가 있는 중간층이 더 두꺼운 반면, 짱뚱어 속의 구성원은 육지를 걸을 때 탈수를 방지하는 세포 구조를 가지고 있다. 표피의 두께는 주로 중간층의 두께에 따라 달라지며, 일반적으로 몸체는 두껍고 지느러미는 얇다.

### 피부 돌기 및 혈관
비늘 꼭대기에 피부 돌기(dermal bulges)가 존재하고, 이 부위의 표피는 매우 얇아 기저세포층이 바깥쪽에 가깝다. 혈관과 모세혈관은 피부층에 존재한다.

## 분류

### 어원
속명인 Boleophthalmus는 짱뚱어의 눈 위치에서 파생되었다. 그리스어 bole ('돌출된')와 ophthalmon ('눈')에서 따온 것으로 직역하면 '돌출된 눈'. 종명은 pecten ('빗, 갈퀴')과 rostrum ('부리')에서 가져온 라틴어 형태이며, '갈퀴 모양의 입'을 뜻한다. 이는 짱뚱어의 하악골의 절개 된 이빨을 가리킬 가능성이 높으며, 육지에 있을 때 땅 표면에서 음식을 긁어 모으는 데 사용한다.

### 계통발생
2014년에 수행된 짱뚱어의 계통 발생에 대한 분석은 이 종이 복합종일 수 있다는 가능성, 즉 적어도 두 개의 숨은 종(cryptic species)을 포함 할 수 있음을 밝혀냈다. 하나는 남중국해와 동중국해가 원산지이고, 다른 하나는 대만을 향해 북쪽으로 이어지는 믈라카 해협에서 발견되었다.

## 서식
말레이시아 반도와 말레이시아 동부, 수마트라(인도네시아), 중국, 대만, 한국, 일본에서 볼 수 있으며 따뜻한 열대 및 아열대 강어귀에 서식한다. 광염성(euryhaline) 종으로서 광범위한 염분에서도 생존할 수 있다. 아래에서 서술하겠지만 굴을 파는 습성이 있기에 진흙이 모이는 강 입구와 맹그로브 근처의 지역, 그리고 갯벌을 선호한다. 말레이시아와 수마트라에서의 존재는 2009년에 확인되었다. 주로 해조류나 동·식물성 플랑크톤을 먹이로 한다.

## 습성

### 굴착 습성(Burrowing)
망둑어과의 모든 동물이 그러하지만 썰물 때 가슴지느러미와 골반지느러미를 사용하여 서식지의 갯벌 표면을 기어오르며, 공기 호흡에 의하여 육지와 바다를 왕래한다. 꼬리를 사용하여 땅을 치며 뛰어올라 더 빠르게 이동할 수도 있다. 하구나 연안 지역의 갯벌에 구멍을 파고 서식한다. 서식공은 50~90cm 의 깊이로 파고 내려가면서 출입공이 두 개인 Y자형을 만든다.
짱뚱어는 11월 중순부터 3월 중순의 약 4개월 동안,  서식공에서 거의 먹이를 먹지 않고 동면하므로 잠둥어라 불리기도 한다. 망둑어과 어류는 대체로 굴을 파서 생활하는데 종별로 구멍의 크기와 수가 다르다. (평균 12개) 이 서식공은 습도를 유지하고 월동 준비를 하는 데 도움을 주며, 천적으로부터의 도피가 주목적인 것으로 추정된다. 입을 사용하여 흙을 옮기고 굴을 유지하며, 그 과정에서 퇴적물 표면적을 늘리고 더 깊은 퇴적층에 산소를 공급한다. 굴 입구 주변에 진흙 벽을 세워 비교적 일정한 온도를 유지할 수 있다. 이 벽은 침입자나 이물질이 굴 안에 들어가는 것을 막는 역할을 하기도 한다. 간조 때에는 뻘을 기어 다니면서 먹이를 찾고, 만조 때에는 굴을 파고 숨어 있다.

### 영역성
짱뚱어는 자신의 영역을 설정하고 방어하려는 습성인 영역성을 띤다. 수컷은 굴에 대한 접근을 막기 위해, 특히 번식기에 다른 종과 싸우며 큰 등지느러미를 들어 올려 공격성을 나타낸다.

## 상태와 보존
갯벌에 서식하는 짱뚱어는 수질 오염과 남획에 취약하며 이러한 요인으로 인해 국내외를 막론하고 1970년경부터 감소하는 추세이다. 그러나 2013년에 실시된 아리아케해와 야쓰시로해의 개체군을 조사한 결과, 16년 전에 실시된 이전 조사보다 8배 이상 증가한 것으로 나타났다. 짱뚱어 개체수의 회복은 수질 개선, 수요 감소로 인한 어획 감소, 보존 조치 시행의 결과로 여겨진다. 또한 겨울철의 평균 기온 증가도 개체수에 영향을 미쳤을 가능성이 있다.

## 식용
먹을 수 없는 물고기로 오해하는 이들이 많다. 하지만 전라남도에선 토속 음식으로 짱뚱어탕을 먹으며, 회로 먹거나 전골로 또는 튀김으로 요리해서 먹기도 한다.